# Marktbrunnen (Osnabrück)
Der Marktbrunnen ist ein mittelalterlicher Brunnen in Osnabrück. Er steht am Osnabrücker Markt vor dem Geburtshaus von Justus Möser (Markt 26) und ist mit einer achteckigen Bronzeplatte mit Schaufenstern abgedeckt.
Der Brunnen stammt aus dem 13. Jahrhundert und wurde wahrscheinlich bei Pflasterarbeiten im 17. Jahrhundert verfüllt. Auf dem Brunnen stand nach einem Kupferstich von 1633 der Osnabrücker Pranger. Bei der Umgestaltung des Osnabrücker Markts wurde er 1984 durch die gleichzeitig laufenden Kanalarbeiten wiederentdeckt. Die daraufhin erfolgte Ausgrabung des Brunnens wurde vom Archäologen Wolfgang Schlüter begleitet. Zunächst sollte der Bürgerbrunnen des Osnabrücker Künstlers Hans Gerd Ruwe über der Brunnenröhre aufgestellt werden und an den historischen Brunnenstandort erinnern. Jedoch war dieses aus Denkmalschutzgründen nicht möglich, so dass der Bürgerbrunnen auf dem Platz des Westfälischen Friedens seinen Standort fand. Es setzte sich zum Schluss der Vorschlag von Raimund Beckmann durch, der ein achteckiges Rad mit Sichtfenstern als Abdeckung für die Brunnenröhre vorsah.
Mit dem vor der Rathaustreppe befindlichen Ratsbrunnen befand sich ein zweiter Brunnen auf dem Osnabrücker Markt. Dieser ist im Pflaster durch ein Bronzerad im Boden kenntlich gemacht.